# Rudra multispina
Rudra multispina là một loài nhện trong họ Salticidae.
Loài này thuộc chi Rudra. Rudra multispina được Lodovico di Caporiacco miêu tả năm 1947.